# Kuzmice (Košice)
Kuzmice (in ungherese Kozma) è un comune della Slovacchia facente parte del distretto di Trebišov, nella regione di Košice.